# Курчатов, Игорь Васильевич
И́горь Васи́льевич Курча́тов (8 [21] января 1903 или 30 декабря 1902  [12 января 1903], Симский Завод, Уфимская губерния — 7 февраля 1960[…], Барвиха, Московская область) — советский физик, «отец» советской атомной бомбы. Трижды Герой Социалистического Труда (1949, 1951, 1954). Академик АН СССР (1943), доктор физико-математических наук (1933), профессор (1935). Основатель и первый директор Института атомной энергии (1943—1960). Главный научный руководитель атомного проекта в СССР, один из основоположников использования ядерной энергии в мирных целях. Лауреат Ленинской премии (1956) и четырёх Сталинских премий первой степени (1942, 1949, 1951, 1953).

## Биография
Родился в семье почётного гражданина города Сим, выпускника Уфимского землемерного училища Василия Алексеевича Курчатова (1869—1941), работавшего помощником лесничего по лесо- и землеустройству в Симской горно-заводской даче, а позже — землемером-землеустроителем в Симбирской (Симбирская землеустроительная контора) и Таврической губерниях. Мать — Мария Васильевна Курчатова (в девичестве — Остроумова) (1875—1942) работала до замужества учительницей в церковно-приходской школе. Русский. Дед Курчатова по отцовской линии Алексей Константинович, сын крепостного родом из Подмосковья, работал казначеем Симского железоделательного завода. Дед по матери Остроумов Василий Антонович был приходским священником.
В некоторых источниках 30 декабря (12 января) значится как день рождения Игоря Курчатова. Так, младший брат академика, Борис Васильевич, вспоминал: «Игорь родился 30 декабря 1902 г. по старому стилю. Записан же родившимся 8 января 1903 г., потому, что в приходе окончились бланки».
В ноябре 2015 года появилась информация о том, что в фондах челябинского архива южноуральским краеведом и историком Николаем Александровичем Антипиным найдена метрическая книга Симского завода Уфимского уезда Уфимской губернии за 1903 год. В ней сохранилась запись о рождении сына Игоря у «частного землемера Василия Алексеева Курчатова и его законной жены Марии Васильевой, оба православные». Она подтверждает официальную дату рождения — 8 (21) января 1903 года, а также приводит дату его крещения — 12 (25) января.

— Нашего земляка, будущего академика АН СССР, крестили 12 января 1903 года в Дмитриевской церкви Симского завода, — сообщили сотрудники челябинского архива.

После 1908 года семья переехала в Симбирск, где отец служил в землеустроительной комиссии, а Игорь в 1911 году поступил в казённую мужскую гимназию. В 1912 году они перебрались в Симферополь. Семья бедствовала, поэтому Игорь одновременно с учёбой в Симферопольской мужской казённой гимназии окончил вечернюю ремесленную школу, получил специальность слесаря и работал на небольшом механическом заводе Тиссена). Летом он работал в землеустроительных экспедициях.

С 24 августа 1912 года при отличном поведении обучался по 16 мая 1920 года и окончил полный восьмилетний курс, причём обнаружил нижеследующие познания…
— Аттестат об окончании Симферопольской мужской губернской казённой гимназии учеником Игорем Васильевичем Курчатовым
По всем предметам имел отличные оценки, однако золотой медали не получил: в условиях войны власти перестали их выдавать. В сентябре 1920 года Курчатов поступил в Таврический университет на физико-математический факультет. К лету 1923 года, несмотря на голод и нужду, досрочно и с отличными успехами окончил университет. Летом подрабатывал на строительстве железной дороги, сторожем, воспитателем. Поступил на третий курс кораблестроительного факультета Петроградского политехнического института.
Летом 1924 года работал в гидрометеорологическом центре в Феодосии. В Павловской магнитно-метеорологической обсерватории под руководством профессора Владимира Оболенского выполнил первую научную работу. После Петроградского политехнического института в ноябре поступил ассистентом на кафедру физики Азербайджанского политехнического института в Баку.
В 1925 году по рекомендации профессора Семёна Усатого, с которым Курчатов работал в Баку, стал научным сотрудником в Физико-техническом институте в Ленинграде под руководством академика Абрама Иоффе.
3 февраля 1927 года женился на Марине Дмитриевне Синельниковой — сестре своего коллеги и приятеля Кирилла Синельникова, с которым был знаком ещё со времён работы в Баку. Начал вести преподавательскую деятельность как сверхштатный доцент ЛФТИ.

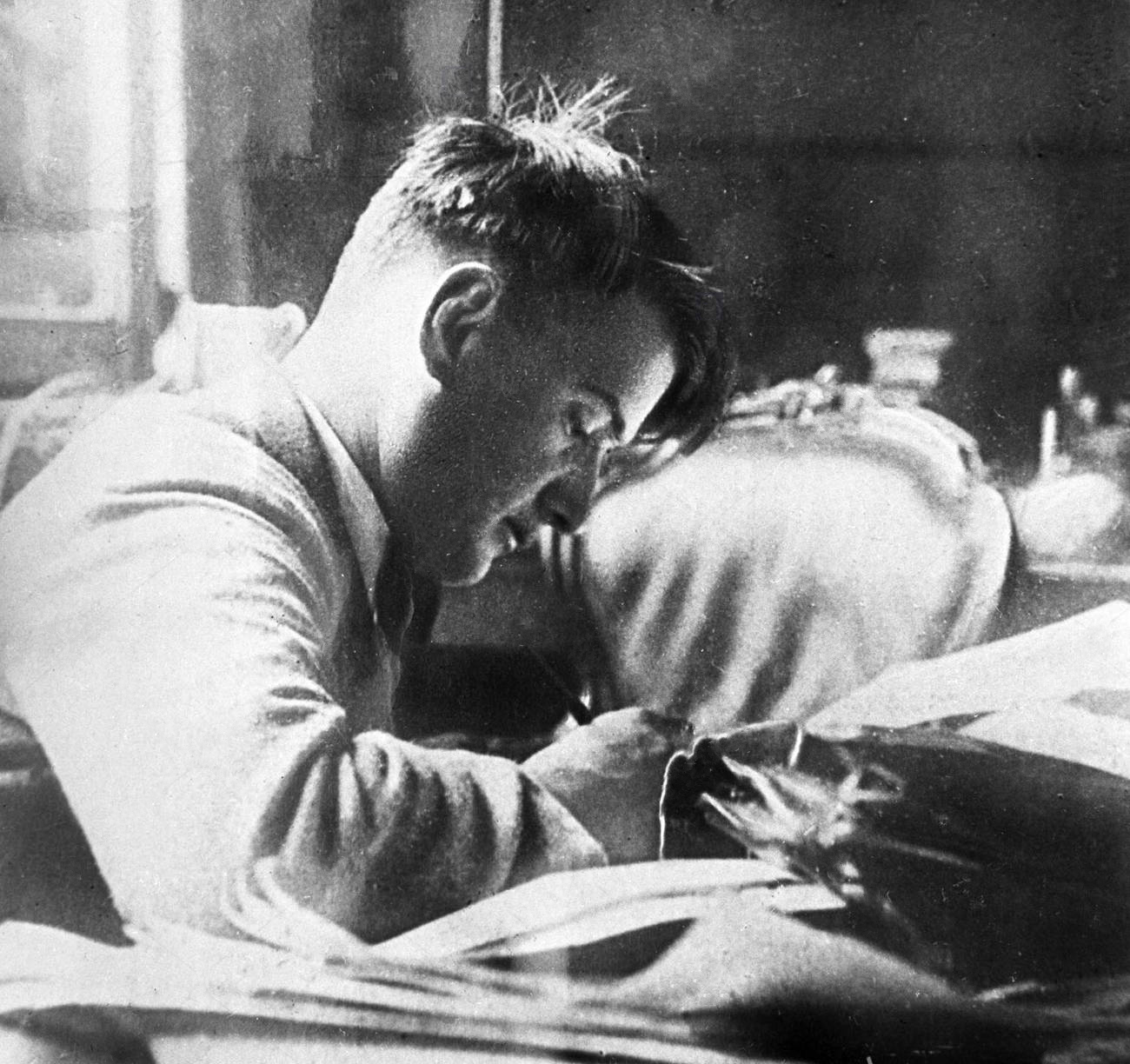
Игорь Курчатов в 1929 году

В 1927—1929 годах читал специальные курсы по физике диэлектриков на кафедре техники высоких напряжений физико-математического факультета Ленинградского индустриального института. С 1935 года стал работать профессором в Педагогическом институте имени М. Н. Покровского, где читал курсы «Электронная теория» и «Физика атомного ядра» для студентов третьего и четвёртого курсов, также руководил научными семинарами для преподавателей кафедры физики и возглавил работы по созданию ядерного практикума для студентов старших курсов. В 1937 году назначен руководителем кафедры теоретической физики в Педагогическом институте имени М. Н. Покровского.
С 1 октября 1930 года — заведующий физическим отделом Ленинградского физико-технического института.
Научную деятельность начал с изучения свойств диэлектриков, в том числе и недавно открытого физического явления — сегнетоэлектричества.
В 1932 году одним из первых в СССР приступил к изучению физики атомного ядра. В это время был сотрудником физического отдела Радиевого института, руководимого Виталием Хлопиным, и одновременно возглавил лабораторию по изучению атомного ядра, созданную в ЛФТИ по инициативе Иоффе. В 1932 году Георгий Гамов (в дальнейшем эмигрировавший в США) и Лев Мысовский представили к рассмотрению учёным советом института проект нового прибора, и после его утверждения, под руководством и при непосредственном участии Гамова (на начальном этапе), Курчатова и Мысовского, создан первый в Европе циклотрон (запущен в 1937 году); именно на этой установке начал свои исследования Курчатов. В 1936 году Игорем и Борисом Курчатовыми, Львом Русиновым, Мысовским в Радиевом институте было открыто явление изомерии искусственно созданных ядер.

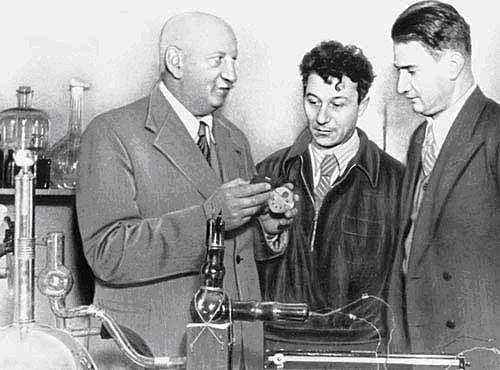
Абрам Иоффе, Абрам Алиханов, Игорь Курчатов (слева направо). Начало 1930-х годов

В 1933 году возглавил организационный комитет первой Всесоюзной конференции по атомному ядру, собравшей в Ленинграде ведущих советских и зарубежных учёных. В 1937 году утверждён в должности заведующего кафедрой экспериментальной физики ЛФТИ, в 1938 году выдвинут в действительные члены Академии наук СССР. В 1939 году избран депутатом Ленинградского городского Совета по 158-му округу.
В первый период Великой Отечественной войны разрабатывал метод размагничивания кораблей для защиты от магнитных морских мин (вместе с Анатолием Александровым). 9 августа 1941 года Курчатов и Александров приехали в Севастополь и организовали размагничивание кораблей Черноморского флота. Созданная Александровым и Курчатовым «система ЛФТИ» была установлена в течение Великой Отечественной войны на сотнях кораблей и обеспечила полную защиту от немецких магнитных мин. За эту работу Курчатов удостоен Сталинской премии за 1942 год.
С 1942 года работал в Казани, затем в Москве. 29 сентября 1943 года избран действительным членом Академии наук СССР.
В 1948 году вступил в ВКП(б). Делегат XX съезда КПСС.

### Развитие атомного проекта
Курчатова считают родоначальником советского атомного проекта, он вёл его с самого старта 28 сентября 1942 года до собственной смерти. Назначить его руководителем по данной проблематике предложил на секретном совещании в Кремле А. Ф. Иоффе.
В период 1943—1945-х годов работы велись в рамках Лаборатории № 2 АН СССР и носили исключительно исследовательский характер.
Курировал работы лично Иосиф Сталин, текущими вопросами занимался нарком химической промышленности Михаил Первухин. Лаборатория № 2 АН СССР была создана в соответствии с распоряжением ГКО от 11 февраля 1943 года.

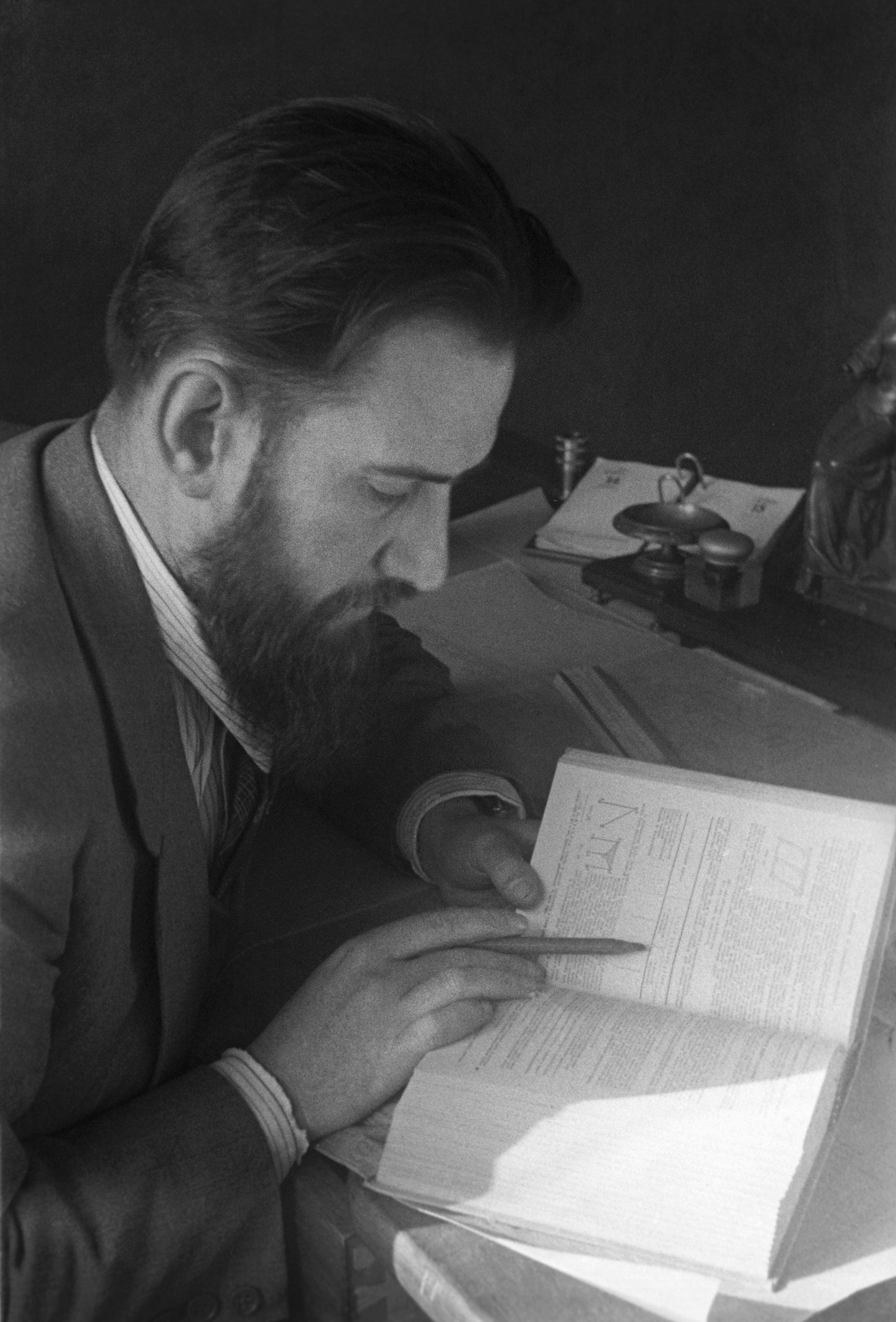
Курчатов. Октябрь 1943 года.

В 1943 году возникла необходимость привлечения дополнительных специалистов, и Курчатов вызвал некоторых учёных из эвакуации, в том числе Зинаиду Ершову, перед которой была поставлена задача получения карбида урана и металлического урана.
8 декабря 1944 года было подписано постановление ГКО за № ГКО-7102сс/ов «О мероприятиях по обеспечению развития добычи и переработки урановых руд», Курчатову удалось усилить лабораторию путём демобилизации из Красной армии и Военно-морского флота специалистов, необходимых для работы Лаборатории № 2.
С выходом постановления Государственного комитета обороны № 9887сс/оп от 20 августа 1945 года за подписью Сталина был создан Специальный комитет при ГКО, который должен был создать атомную отрасль. В тот же день было организовано Первое управление, которое возглавил Борис Ванников, Курчатов возглавил научную часть проекта и входил в состав технического совета.
Один из участников «атомного проекта» Игорь Головин позднее вспоминал: «Б. Л. Ванников и И. В. Курчатов как нельзя лучше дополняли друг друга. Курчатов отвечал за решение научных задач и правильную ориентацию инженеров и работников смежных областей науки, Ванников — за срочное исполнение заказов промышленностью и координацию работ». Эту точку зрения разделял и участник работ по созданию ракетно-космической отрасли Борис Черток.
При проектировании и строительстве завода № 817 (современный «Маяк»), в рамках инженерно-технического совета Курчатов подписал выбор места строительства предприятия (30 ноября 1945 года было утверждено предложение Ванникова, Курчатова, Завенягина и Николая Борисова), отвечал за научные вопросы; общее руководство строительством осуществлял Первухин.
После встречи Курчатова с высшими лицами государства в 1946 году, Сталиным были подписаны около шестидесяти документов, определивших развитие атомной науки и техники. В результате отрасль стала приоритетной, резко повысился уровень жизни физиков-ядерщиков.
Для отработки технологий производства атомного топлива был построен реактор Ф-1. По результатам практических экспериментов были построены промышленный реактор А-1, комбинат «Маяк» с заводом Б и заводом В. Работами руководил Лаврентий Берия, с Курчатовым работали Яков Раппопорт, Александр Комаровский, Сергей Круглов, строительством занимались Василий Сапрыкин, Дмитрий Семичастный и другие.

У нас случилась тогда первая неудача из-за конструкции реактора. Его алюминиевые каналы стали быстро корродировать и выходить из строя, и мы никак не могли понять, в чём же дело. Потом выяснили, что надо изменить систему влагосигнализации, для чего потребовалось разгрузить весь реактор…
… В ту ночь в реакторном зале дежурил сам Курчатов. Надо было проверить и загрузить свежие блочки. Игорь Васильевич, сидя у стола, через лупу рассматривал их (проверял, нет ли повреждённых) и сортировал. А сигнализация была устроена так, что если бы радиоактивность стала больше положенной нормы, то раздались бы звонки. Кроме того, звуковая сигнализация была дублирована световой — загорались разные лампочки. Но так как «радиоактивная гадость» была большая, мы, конечно, выключали эти самые звонки и «загрубили» световую сигнализацию. А тут вдруг она загорелась. Мгновенно доставили ионизационную камеру и установили, что в том самом месте, где сидит Курчатов, у него на столе, находятся мощно облучённые блочки. Если бы он сидел там, пока все их не отсортировал, — ещё тогда мог бы погибнуть!

### Разработка первой атомной бомбы
Спустя несколько лет после войны возглавляемая им (под кураторством Берии) военная ядерная программа СССР принесла первые плоды: 29 августа 1949 года был произведён взрыв РДС-1 — первой советской атомной бомбы. 29 октября 1949 года Сталин подписал постановление СМ СССР № 5070-1944сс/оп:

Учитывая исключительные заслуги перед Советской Родиной в деле решения проблемы использования атомной энергии и в соответствии с Постановлением Совета Министров СССР от 21 марта 1946 г. № 627—258, Совет Министров Союза ССР ПОСТАНОВЛЯЕТ:
I.
1. КУРЧАТОВА Игоря Васильевича, академика, научного руководителя работ по созданию атомных реакторов и атомной бомбы:
- представить к присвоению звания Героя Социалистического Труда;
- премировать суммой 500 000 рублей (помимо выданной ранее части (50 %) премии в сумме 500 000 рублей и автомашины ЗИС-110).

Присвоить акад. Курчатову И. В. звание лауреата Сталинской премии первой степени.
Построить за счёт государства и передать в собственность акад. Курчатова И. В. дом-особняк и дачу, с обстановкой.
Установить акад. Курчатову И. В. двойной оклад жалования на всё время его работы в области использования атомной энергии.
Предоставить акад. Курчатову И. В. право (пожизненно для него и его жены) на бесплатный проезд железнодорожным, водным и воздушным транспортом в пределах СССР.

Под руководством Харитона и Сахарова была разработана также первая в СССР водородная бомба РДС-6с мощностью 400 кт, подорванная 12 августа 1953 года.

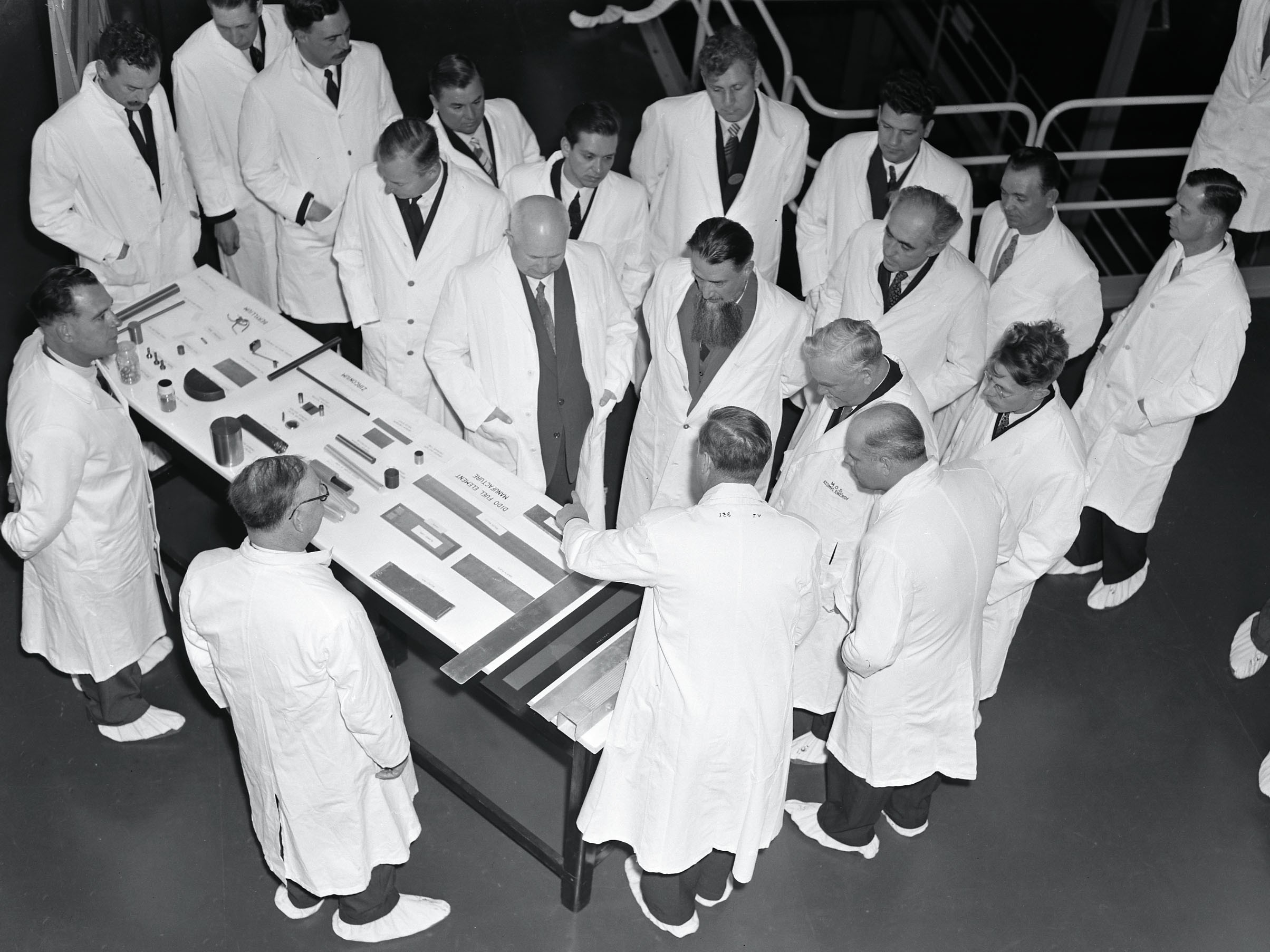
Курчатов (стоит в центре) в Британском ядерном центре «Харуэлл», 26 апреля 1956 года

Позже именно Курчатовский коллектив разработал термоядерную бомбу АН602 (Царь-бомба) рекордной мощности 58 мегатонн.
В середине 1950-х годов Курчатов активно занимался проблемой управляемого термоядерного синтеза. В 1956 году он с группой советских учёных посетил Британский ядерный центр «Харуэлл» и высказал предложение о международном сотрудничестве учёных в этой области.
Параллельно с решением военной проблемы возглавлял решение задачи по мирному использованию атомной энергии. Результатом работ коллектива стала разработка, строительство и запуск 26 июня 1954 года Обнинской АЭС. Она стала первой в мире атомной электростанцией.

### Смерть
В феврале 1960 года Курчатов отдыхал в подмосковном санатории «Барвиха». 7 февраля 1960 года академик Юлий Харитон приехал навестить своего друга. Прогуливаясь по аллеям санаторского парка, они присели на скамейку. Вдруг во время разговора возникла пауза, и когда Харитон посмотрел на Курчатова, тот был уже мёртв. Смерть наступила в результате тромбоэмболии коронарного сосуда.
Тело Курчатова было кремировано, прах помещён в урне в Кремлёвской стене на Красной площади в Москве.

### Семья и близкие
Дед (по отцу) Алексей Константинович Курчатов (1836—1895).
Бабушка (по отцу) Любовь Филаретовна Курчатова (ур. Полушкина).
Дед (по матери) Василий Антонович Остроумов.
Бабушка (по матери) Пелагея Васильевна Остроумова (1847—1882).
Отец Василий Алексеевич Курчатов (1869—1941), мать Мария Васильевна Остроумова (1875—1942). В конце февраля 1942 года была эвакуирована из Ленинграда. П. Т. Асташенков пишет в книге «Курчатов»: «…Бывшая аспирантка педагогического института Крицкая с трудом вывезла её через „Дорогу жизни“ по Ладожскому озеру на Большую землю. Но Мария Васильевна была очень слаба, поэтому в Вологде её сняли с поезда и поместили в больницу. Там она умерла…».
Борис Курчатов — младший брат.
Жена — Марина Дмитриевна Синельникова, сестра Кирилла Синельникова.
Многие ученики и подчинённые Курчатова стали известными учёными. Это такие специалисты как Андрей Сахаров, Виктор Адамский, Юрий Бабаев, Юрий Трутнев, Юрий Смирнов, Аркадий Бриш, Амир Амаев.

## Руководитель проектов
При его участии был создан первый в Европе циклотрон (1937). Под его руководством был сооружён первый в Москве циклотрон (1944), первый в Европе атомный реактор (1946), созданы первая советская атомная бомба (РДС-1, 1949), первая в мире термоядерная бомба (РДС-6с, 1953), первая в мире промышленная атомная электростанция (Обнинская АЭС, 1954), первый в СССР атомный реактор для подводных лодок (1958) и первый в мире для атомных ледоколов (Атомный ледокол «Ленин», 1959), крупнейшая установка для проведения исследований по осуществлению регулируемых термоядерных реакций (1958).

## Награды и премии
- Трижды Герой Социалистического Труда (29 октября 1949, 8 декабря 1951, 4 января 1954)
- Пять орденов Ленина (10 июня 1945, 29 октября 1949, 10 января 1954, 19 сентября 1953, 11 сентября 1956)
- Орден Трудового Красного знамени (4 ноября 1944) — за выдающиеся заслуги в деле подготовки специалистов для народного хозяйства и культурного строительства
- Орден Трудового Красного Знамени (6 марта 1945) — за образцовое выполнение заданий командования
- медали: «За Победу над Германией в Великой Отечественной войне 1941—1945 гг.», «За оборону Севастополя», «В память 800-летия Москвы»
- Ленинская премия (7 сентября 1956)
- Сталинская премия I степени (10 апреля 1942) — за изобретение метода защиты кораблей
- Сталинская премия I степени (29 октября 1949) — за научное руководство работами по созданию атомных реакторов и атомной бомбы
- Сталинская премия I степени (6 декабря 1951) — за разработку конструкции изделий РДС с уменьшенным весом и разработку конструкции с составным зарядом
- Сталинская премия I степени (31 декабря 1953) — за научно-техническое руководство созданием изделий РДС-6с, РДС-4 и РДС-5
- Золотая медаль имени Леонарда Эйлера
- Серебряная медаль Мира имени Жолио-Кюри
- Почётный гражданин СССР, академик АН Узбекской ССР (1959)

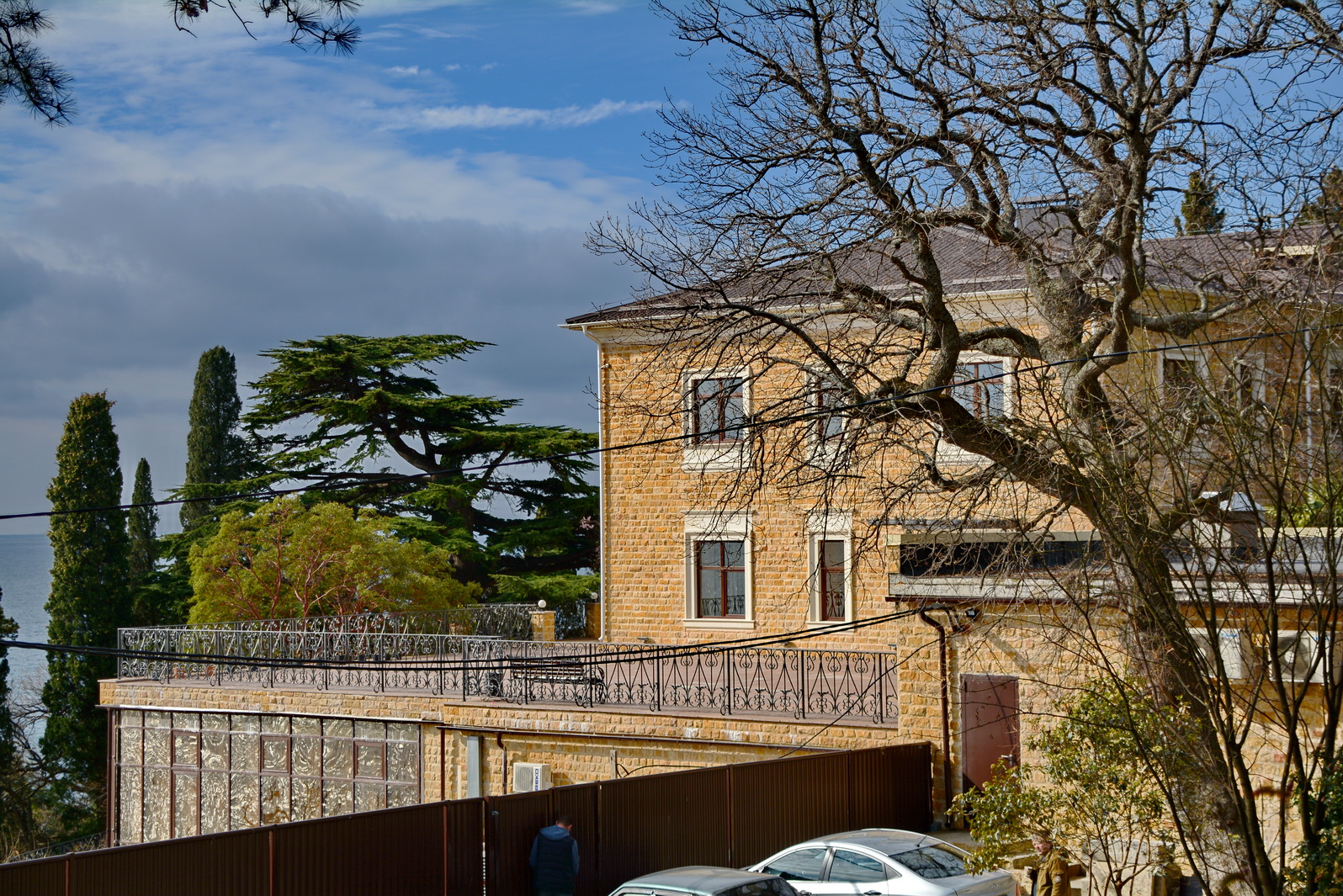
Бывшая дача Курчатова санаторного комплекса «Дача Курчатова» в Мисхоре

## Адреса
- Дом специалистов (Санкт-Петербург)[39]
- 11 июля 1950 года секретным распоряжением Совета Министров СССР выделен «…земельный участок для дачи И. В. Курчатова площадью 0,54 га в селении Мисхор Ялтинского района (бывшая дача Кёллера)». После смерти Курчатова в 1960 году хозяйкой дачи была его вдова Марина Дмитриевна, а после её кончины в 1969 году — брат Игоря Васильевича Борис Васильевич Курчатов. После его смерти в 1972 году Курчатовский институт выкупил дачу[40].

## Память

### Памятники
- на родине, в городе Сим Челябинской области:
  - перед проходной главного корпуса завода ОАО «Агрегат»;
  - на первом этаже средней образовательной школы № 1 (уменьшенный макет памятника в Челябинске, не сохранился);
- в Москве:
  - на площади имени Курчатова (1971),
  - на территории НИЯУ МИФИ открыт Памятник создателям советского атомного проекта работы скульптора Александра Миронова в который включена скульптура Игоря Курчатова (2020);
- в Челябинске:
  - памятник на площади Науки в конце проспекта Ленина возле зданий Южно-Уральского государственного университета (ЮУрГУ);
  - бюст у здания аэропорта, названного именем И. В. Курчатова
- в Озёрске Челябинской области:
  - в сквере на площади Курчатова между улицей Ермолаева и проспектом Ленина (1978 г., копия памятника в Снежинске)
  - бюст у здания реактора А-1 (1978 г., копия фрагмента памятника в Снежинске);
- в Дубне Московской области:
  - в начале улицы Курчатова,
  - на территории ОИЯИ у здания синхроциклотрона;
- на набережной бухты Голландия в Севастополе стоит памятник И. В. Курчатову и А. П. Александрову, занимавшимся здесь размагничиванием кораблей в 1941 году.
- в Обнинске Калужской области:
  - на улице Курчатова
  - бюст в здании Обнинской АЭС;
- в Снежинске (1975 г.);
- в Южноукраинске Николаевской области Украины;
- в Курчатове Курской области на площади Свободы;
- в Волгодонске перед главным корпусом завода Атоммаш;
- в Курчатове в Абайской области Казахстана на улице Курчатова (копия памятника в Снежинске);
- В городе Симферополе во дворе МБОУ «Гимназия № 1 им. И. В. Курчатова» установлен бюст.

Памятник Курчатову «Расщеплённый атом» в Челябинске на площади Науки
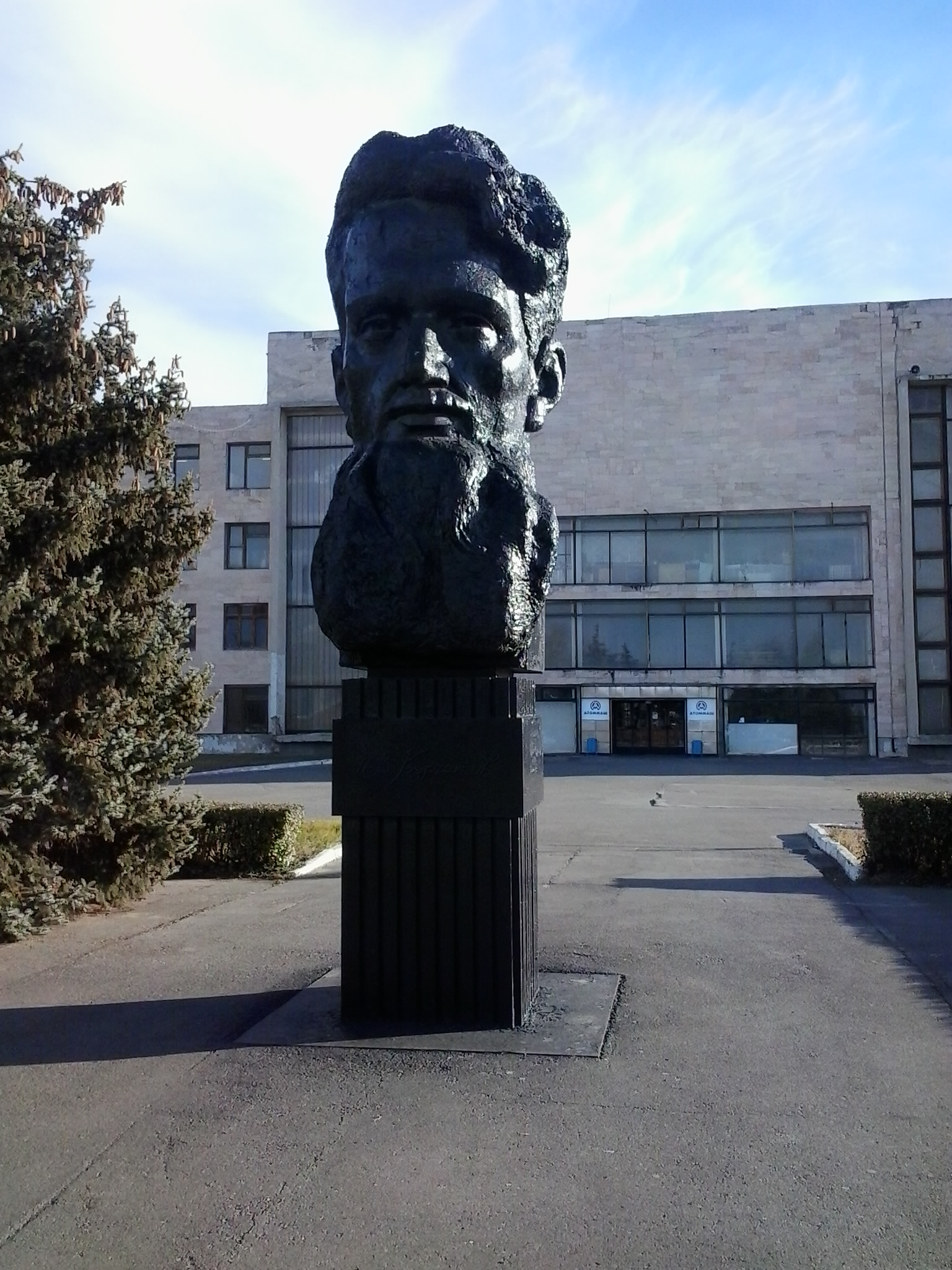
Памятник в Волгодонске
Памятник на площади его имени в Москве

### Названы именем Курчатова
Топонимы:
- города:

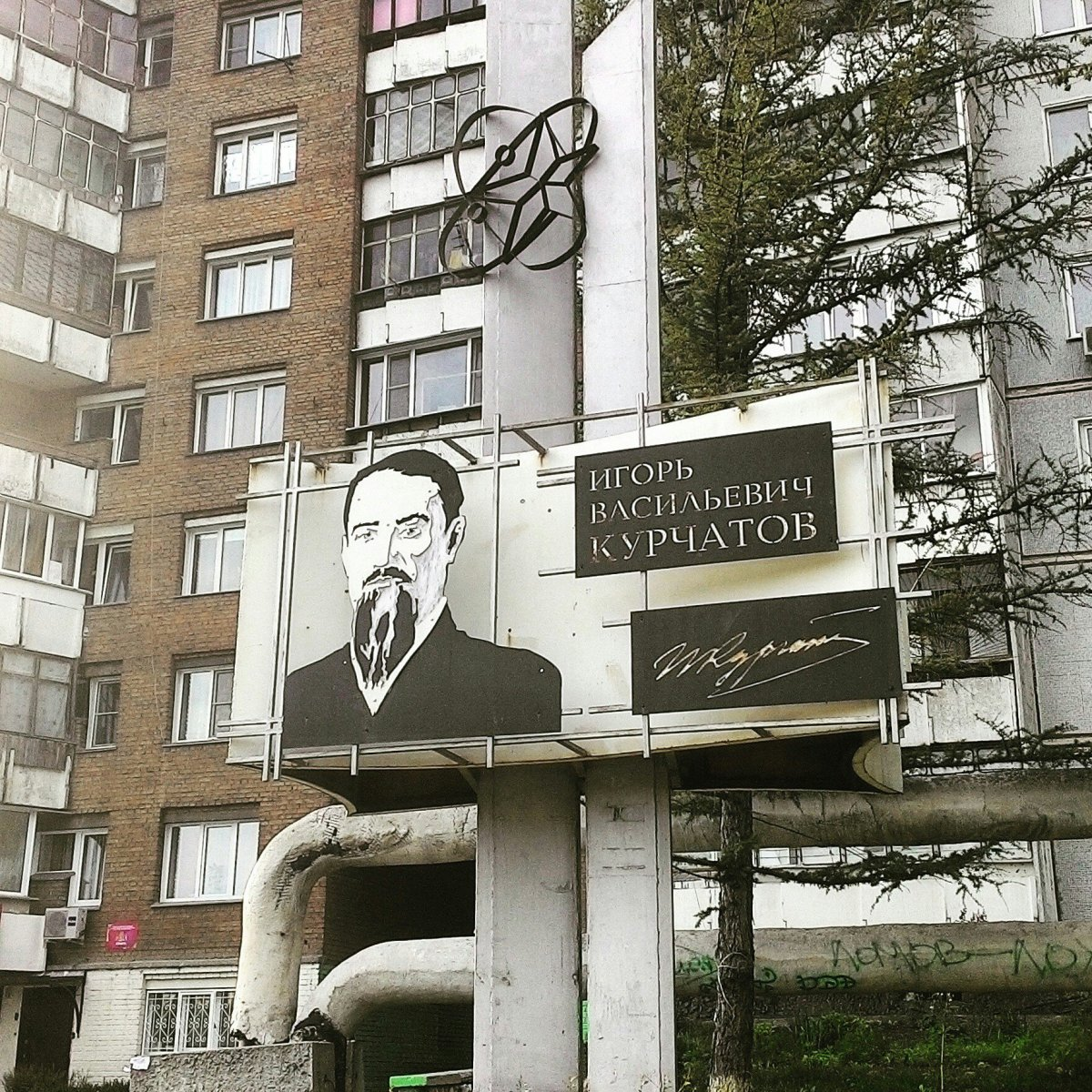
Стела Игоря Курчатова на улице его имени в Новосибирске

Памятная монета Банка России, посвящённая 100-летию со дня рождения И. В. Курчатова. 2 рубля, серебро, 2003 год

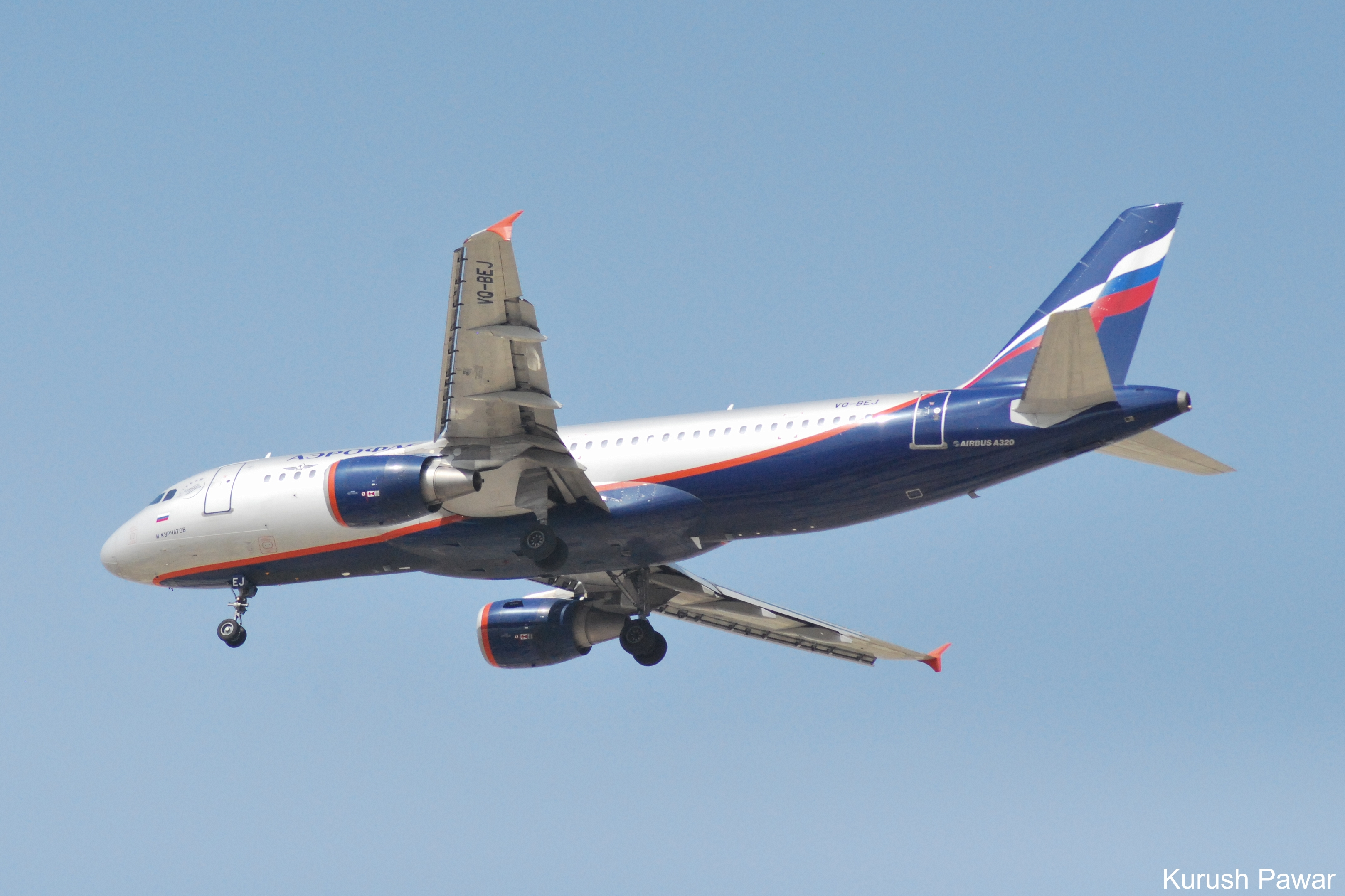
Имя И. Курчатова носит самолёт компании «Аэрофлот».

  - Курчатов в Курской области России[41],
  - Курчатов в Восточно-Казахстанской области Казахстана[42],
- улицы и районы
  - Курчатовский район Челябинска;
  - улицы:
    - в России: улица Курчатова между корпусами Физико-технического института в Санкт-Петербурге, Мариинском Посаде, Москве, Санкт-Петербурге, Новосибирске, Воронеже, Дубне, Обнинске, Тольятти, Удомле, Стерлитамаке, Железногорске, Красноярске[43], Перми, Иркутске, Петропавловске-Камчатском, Заречном, Волгодонске, Казани, Уфе и других.;
    - на Украине: в Луганске, Северодонецке, Кривом Роге, Энергодаре, Мариуполе, Припяти, в Харькове, (Пятихатки — Академгородок УФТИ)— проспект Академика Курчатова[44].; в Южноукраинске — бульвар Академика Курчатова.
    - в Белоруссии: в Минске, Гомеле, Барановичах, Гродно;
    - в историческом районе Голландия в Севастополе, где Курчатов с Александровым проводили работы по размагничиванию в 1941 году и где до сих пор располагается станция размагничивания кораблей;
    - в Симферополе;
- аэропорты:
  - в 2019 году Указом Президента Российской Федерации от 31.05.2019 № 246 «О присвоении аэропортам имён лиц, имеющих особые заслуги перед Отечеством», международному аэропорту в Челябинске присвоено имя И. В. Курчатова[45].
- гора Курчатова в Антарктиде (Земля Королевы Мод, 71°39′ ю. ш., 11°11′ в. д.)[46].
- организации:
  - крупнейший в России научный центр — «Курчатовский институт»;
  - Белоярская атомная электростанция;
  - нейтринная лаборатория имени Курчатова на Ровенской АЭС (1980-е годы);
  - аэропорт в Челябинске
  - средняя школа № 1189 в Москве;
  - средняя образовательная школа № 1 в городе Сим Челябинской области;
  - Симферопольская гимназия № 1, ранее Симферопольская мужская казённая гимназия, где И. В. Курчатов учился;
  - дворец культуры в Волгодонске.
- транспортные средства:
  - научно-исследовательское судно «Академик Курчатов», спущенное на воду в 1966 году;
  - самолёт компании «Аэрофлот».
- в науке:
  - первоначально в честь Курчатова был назван искусственно синтезированный 104-й элемент Периодической системы элементов — «Курчатовий»[47];
  - астероид 2352 Курчатов;
  - кратер Курчатов на обратной стороне Луны (с 1961 г.);
  - Золотая медаль имени И. В. Курчатова и премия РАН[48] за выдающиеся работы в области ядерной физики и ядерной энергетики;
  - минерал курчатовит[кат.][49].

### Вфилателии
Учёному посвящён ряд почтовых марок СССР. В частности, его портрет изображён на марке, выпущенной в 1963 году в ознаменование 60-летия со дня его рождения ( (ЦФА [АО «Марка»] № 2829)), а также на марке 1979 года с изображением научно-исследовательского судна «Академик Курчатов».

Почтовые марки
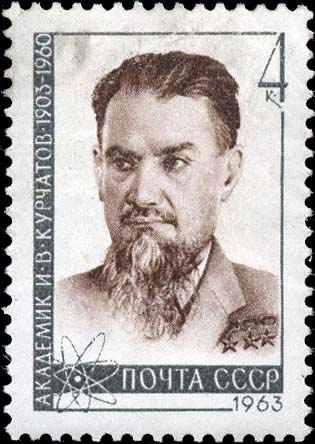
Почтовая марка СССР, 1963 год
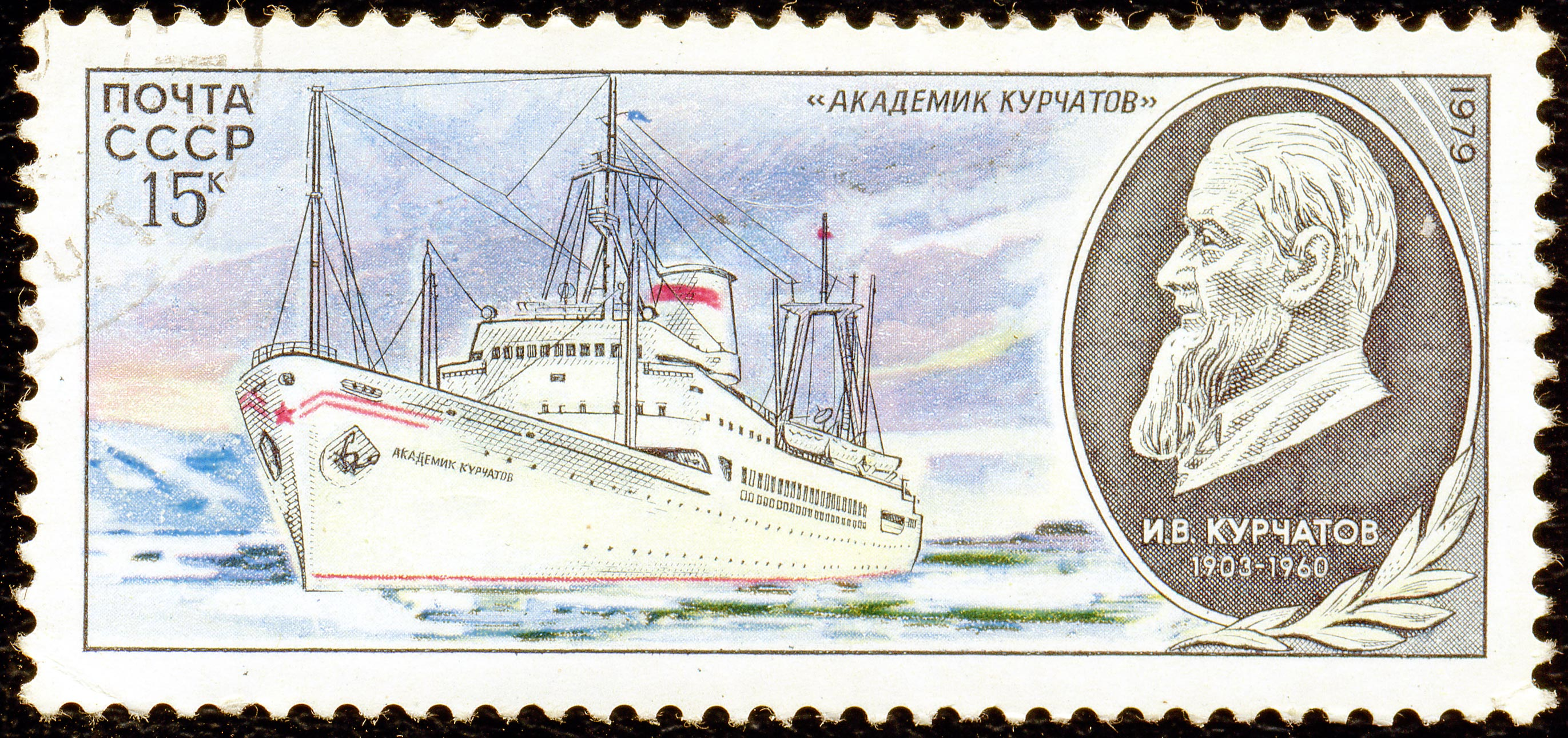
Научно-исследовательское судно «Академик Курчатов» и портрет Курчатова на почтовой марке СССР, 1979 год
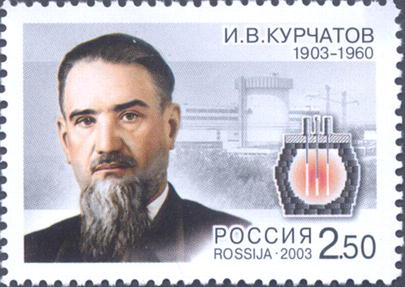
Почтовая марка России, 2003 год

## Киновоплощения
- «Выбор цели» (1974). В роли Курчатова Сергей Бондарчук
- «Укрощение огня» (1972). В роли Курчатова Галикс Колчицкий.
- «Бомба (сериал, 2013)». В роли Курчатова Сергей Бойко.
- «Бомба (сериал, 2020)». В роли Курчатова Михаил Хмуров
- «Начальник разведки» (2022). В роли Курчатова Александр Ливанов.
- «Атом» (сериал, 2025). В роли Курчатова Юрий Чурсин.